# Astracantha adscendens
Espèce
Classification phylogénétique
Astracantha adscendens est une espèce de plantes à fleurs de la famille des Fabacées. C'est un arbuste vivace originaire du Moyen-Orient.
Synonyme : Astragalus adscendens Boiss. & Hausskn.

## Utilisation
Cet arbuste est l'une des espèces dont on tire la gomme adragante.